# دختری که با آتش بازی کرد
دختری که با آتش بازی کرد (به سوئدی: Flickan som lekte med elden) عنوان دومین رمان از سری میلنیوم به قلم روزنامه‌نگار سوئدی استیگ لارسن است. این رمان در سال ۲۰۰۶ در سوئد منتشر گردید و نسخه انگلیسی آن در ژانویه ۲۰۰۹ منتشر شده و بلافاصله به پرفروشترین کتاب در انگلستان تبدیل شد. این قسمت نیز دارای بسیاری از شخصیت‌هایی که در دختری با خالکوبی اژدها حضور داشتند، می‌باشد که از بین آن‌ها می‌توان به دو شخصیت اصلی لیسبت سالاندر یک هکر کامپیوتر زبردست اما دارای مشکلات اجتماعی و میکائیل بلومکویست یک محقق روزنامه‌نگار و ویراستار مجله‌ای به نام هزاره، اشاره کرد.

## داستان
بعد از اتمام پرونده، در دختری با خالکوبی اژدها، لیسبت از سوئد ناپدید شده و به سراسر اروپا سفر کرد. در این قسمت لیزبث سلندر به علت قتل‌های سه‌گانه تحت تعقیب قرار گرفته بود. هر سه قربانی به افشای خبر قاچاقی که قرار بود در مجله هزاره میکائیل بلومکویست منتشر شود، ارتباط داشتند. همچنین اثرانگشت لیسبت بر روی اسلحه پیدا شده بود. لیسبت نیز برای اینکه دستگیر نشود خود را ناپدید کرد. بلومکویست که حرف پلیس و خبرهایی را که می‌شنید باور نمی‌کرد، از تمام منابع و کارکنان مجله خود برای بیگناهی لیسبت استفاده کرد.